# Staplehurst
Staplehurst é uma vila localizada no estado americano de Nebraska, no Condado de Seward.

## Demografia
Segundo o censo americano de 2000, a sua população era de 270 habitantes.
Em 2006, foi estimada uma população de 254, um decréscimo de 16 (-5.9%).

## Geografia
De acordo com o United States Census Bureau, a localidade tem uma área de 0,4 km², sem área coberta por água. Staplehurst localiza-se a aproximadamente 474 m acima do nível do mar.

## Localidades na vizinhança
O diagrama seguinte representa as localidades num raio de 16 km ao redor de Staplehurst.